# Celso Cittadini
Celso Cittadini (Roma, 1º aprile 1553 – Siena, 29 marzo 1627) è stato un grammatico e filologo italiano.
È stato autore di importanti opere in cui dimostra la correlazione tra il latino volgare e le lingue romanze, definendo inoltre leggi fonetiche che evidenziano la correlazione tra alcune vocali latine e le corrispondenti in toscano. Nel 1601 scrisse il Trattato della vera origine e del processo e nome della nostra lingua, cui seguì il Trattato degli articoli e di alcune particelle della volgar lingua nello stesso anno; tre anni dopo scrisse Le origini della volgar toscana favella.
Nel 1721, quasi cento anno dopo la morte, Girolamo Gigli pubblicò una raccolta delle sue opere principali, più il postumo Trattato degli idiomi toscani.

## Biografia
Celso Cittadini nacque in una famiglia di origini nobili, che annoverava anche Cecco Angiolieri tra i propri antenati. Studiò le lingue ed i classici greci e latini, e viaggiò spesso. In qualità di segretario di corte, da Roma si trasferì prima a Parma da Ranuccio I Farnese, poi a Urbino da Francesco Maria II Della Rovere, infine a Milano dal cardinale Federico Borromeo.
Tornò a Roma nel 1581, e sul modello di Petrarca scrisse un canzoniere di madrigali e sonetti per la nobildonna Hippolita Calcagni detta Fiamma, dal titolo Rime platoniche. Ricominciò a viaggiare già dal 1589, e nello stesso anno scrisse l'Apologia delle donne.
Trasferitosi a Siena, si sposò con Eufrasia Petroni. Fu scelto come educatore di Cosimo, figlio di Ferdinando I de' Medici; nel 1598, su proposta dello stesso Ferdinando, venne nominato titolare della cattedra di lingua toscana e "perpetuo archivista di Siena". Si dedicò attivamente allo studio della grammatica e della linguistica, nonché alla storia della lingua italiana. Studioso di araldica, ricostruì l'albero genealogico delle più importanti e storiche famiglie senesi.
Nel 1601 pubblicò il Trattato della vera origine e del processo e nome della nostra lingua, opera di filologia fondata sulla tesi secondo cui l'italiano derivi dal latino popolare. Accompagnò il testo con il Trattato degli articoli e di alcune particelle della volgar lingua, in cui spiega l'uso delle particelle pronominali, delle preposizioni semplici e degli articoli; di questi ultimi dimostra la derivazione dal caso nominativo dei pronomi latini. Nel 1604 diede alle stampe le opere Le origini della volgar toscana favella e Partenodoxa o vero Esposition della Canzone del Petrarca alla Vergine Madre di Dio.